# Paaren im Glien
Paaren im Glien ist ein Ortsteil der Gemeinde Schönwalde-Glien im Landkreis Havelland im Land Brandenburg.

## Lage
Der Ort liegt westlich des Gemeindezentrums; nördlich der weitere Ortsteil Grünefeld. Es folgen der weitere Ortsteil Perwenitz im Osten, die amtsfreie Gemeinde Brieselang im Süden sowie der Ortsteil Kienberg der Stadt Nauen im Westen. Das Dorf wird westlich, nördlich und östlich vom Waldgebiet Krämer Forst umschlossen; südlich befindet sich der Nauener Stadtforst. Im nordöstlichen Teil der Gemarkung führt die Bundesautobahn 10 von Norden nach Süden verlaufend durch den Ortsteil.

## Geschichte
Der Ort wurde erstmals 1412 als Parn auf dem Glin urkundlich erwähnt. Das Wort para stammt aus dem elbslawischen und bedeutet so viel wie Sumpf, oder Sumpfwiese. In Verbindung mit dem Wort glina für Lehm kennzeichnet es einen Ort, der von Sumpf und Lehm dominiert wurde. Die Schreibweise wechselte im Laufe der Jahre von czu paren by bornke (1418) auf parn auf den Glin (1431) und Parne vff dem Glyn bis hin zu Parne vf dem Glyn im Jahr 1472.
Eine nach dem Dreißigjährigen Krieg erbaute Fachwerkkirche war im Jahr 1785 baufällig geworden und wurde 1791 instand gesetzt. In den folgenden Jahrzehnten traten jedoch weitere Schäden auf, so dass der Sakralbau schließlich abgerissen wurde. Im Jahr 1886 entstand nach Plänen des Kreisbaumeisters Heinrich von Lancizolle ein Neubau. Im Jahr 1859 lebten 503 „Seelen“ im Dorf. Es gab 56 Wohn- und 152 weitere Gebäude. Im Jahr 1861 waren es nach wie vor 503 Einwohner, 54 Wohn- und 152 weitere Gebäude. Die Gehöfte nahmen dabei 78 Morgen in Anspruch; weiterhin wurden 2213 Morgen Wiese, 2131 Morgen Acker, 438 Morgen Wald und 17 Morgen Gartenland bewirtschaftet.

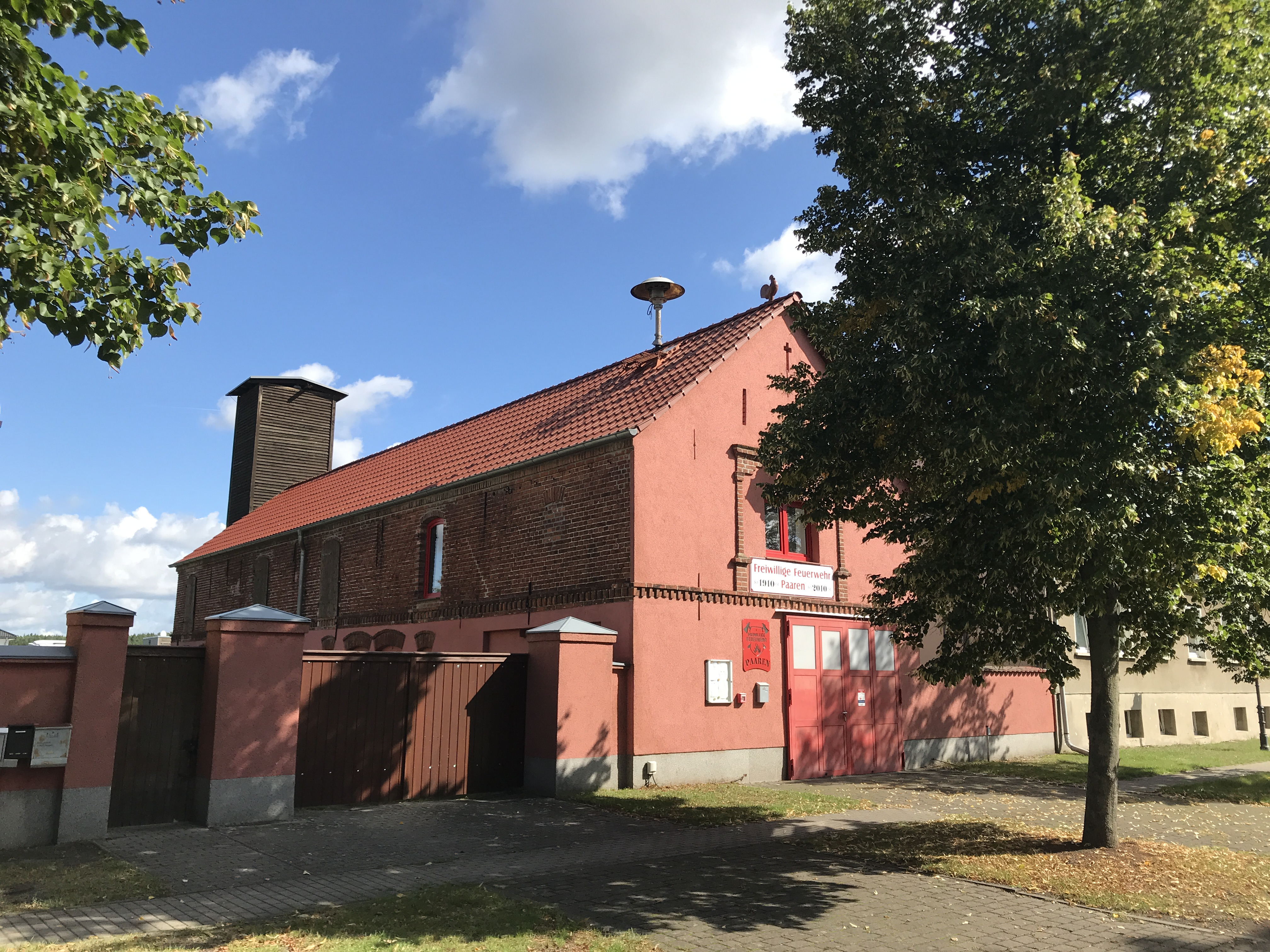
Gebäude der Freiwilligen Feuerwehr von 1910

Im Jahr 1910 gründete sich im Ort die Freiwillige Feuerwehr Paaren im Glien, die bereits im Folgejahr erstmals zum Einsatz kam. Gegen Ende des Jahres 1960 wurde in Paaren im Glien die erste Zentralbibliothek des Kreises Nauen gebildet.
Am 26. Oktober 2003 wurde aus Paaren im Glien im Zuge der Gemeindegebietsreform in Brandenburg zusammen mit Schönwalde, Pausin, Perwenitz, Wansdorf die neue Gemeinde Schönwalde-Glien gebildet.

## Politik

### Wappen
| Wappen von Paaren im Glien | Blasonierung: „In Grün ein nach rechts geöffneter, sichelförmiger goldener Pfahl, rechts oben begleitet von einem schrägrechten goldenen Hufeisen.“ |
| Wappen von Paaren im Glien | Das Wappen wurde von Christian Gering aus Schönwalde-Dorf entworfen und am 21. Mai 2001 durch das Ministerium des Innern genehmigt.                 |

### Flagge
Die Flagge wurde von Christian Gering aus Schönwalde-Dorf gestaltet und am 21. Mai 2001 durch das Ministerium des Innern genehmigt.
Die Flagge ist Gelb – Grün (1:1) gestreift (Querform: Streifen waagerecht verlaufend, Längsform: Streifen senkrecht verlaufend) und mittig mit dem Wappen belegt.

## Religion
Die Dorfkirche Paaren im Glien gehört zum Pfarrsprengel Paaren im Glien im Kirchenkreis Nauen-Rathenow der Evangelischen Kirche Berlin-Brandenburg-schlesische Oberlausitz. Auf katholischer Seite ist für Paaren die Pfarrei St. Marien in Brieselang zuständig, die zum Dekanat Spandau des Erzbistums Berlin gehört und in Paaren die Kapelle St. Joseph unterhält.

## Kultur und Sehenswürdigkeiten

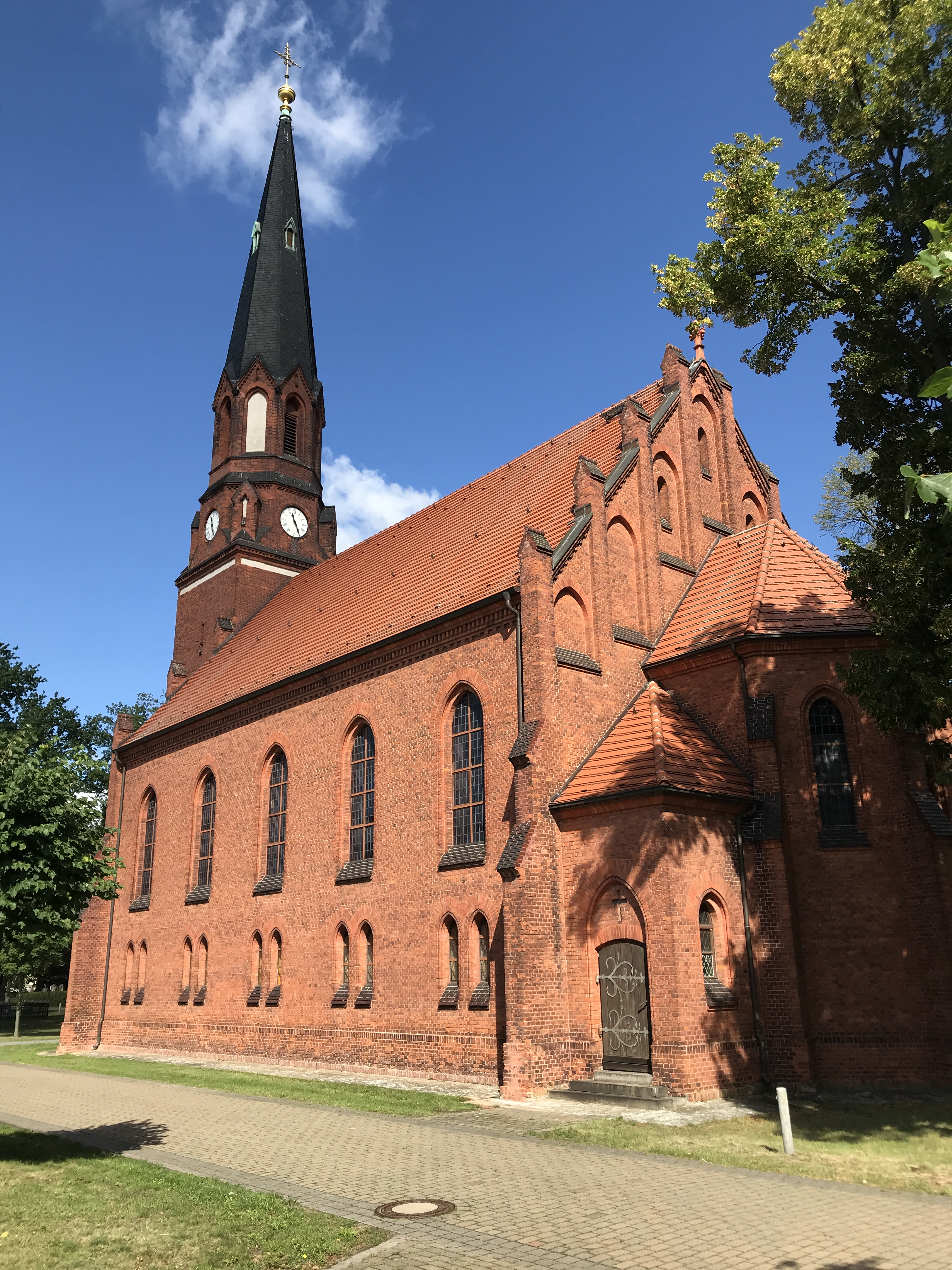
Dorfkirche Paaren im Glien

- Die Dorfkirche Paaren im Glien ist eine Saalkirche aus dem Jahr 1886. Im Innenraum steht unter anderem eine Orgel, die Carl Eduard Gesell in den Jahren 1874/1887 schuf.
- Das sogenannte Stägehaus in der Hauptstraße 35 stehen, wie auch das Wohnhaus in der Hauptstraße 20 und das Jagdhaus in der Straße Chaussee 17 unter Denkmalschutz.
- Sportgemeinschaft Paaren e. V.

## Wirtschaft und Infrastruktur
- Der größte Arbeitgeber im Ort ist das Märkische Ausstellungs- und Freizeitzentrum (MAFZ). Dort findet zahlreiche Veranstaltungen statt, beispielsweise eine Brandenburgische Landwirtschaftsausstellung, ein Pferdesommer sowie eine Ländliche Weihnacht statt. Pro Jahr besuchen rund 200.000 Personen das MAFZ.
- Im Ort befindet sich die Kita Frechdachs.

Paaren lag an der Bahnstrecke Nauen–Velten.